# ویلس (تیرول)
ویلس (به آلمانی: Vils) یک شهرک در اتریش است که در ناحیه رویت واقع شده‌است. ویلس ۳۰٫۷۷ کیلومتر مربع مساحت دارد ۸۲۶ متر بالاتر از سطح دریا واقع شده‌است.

## خواهرخوانده
شهر مارک‌ردویتس خواهرخواندهٔ ویلس هست.